# American Neurological Association
Die American Neurological Association (ANA) ist eine US-amerikanische medizinische Fachgesellschaft aus akademisch qualifizierten Neurologen und Neurowissenschaftlern, deren Aufgabe in der Förderung von Zielen einer akademischen geprägten Neurologie liegt. Ihr Anliegen ist die Verbesserung und kritische Qualitätskontrolle der Ausbildung von Neurologen und anderen Ärzten in den neurologischen Wissenschaften, um sowohl das Verständnis von Erkrankungen des Nervensystems als auch die ärztlichen Möglichkeiten und Fähigkeiten ihrer Behandlung zu erweitern und zu verbessern.

## Geschichte
Die ANA wurde im Juni 1875 gegründet. Dem konstituierenden Treffen ging auf Anregung von William Alexander Hammond die Gründung eines Organisationskomitees voraus. Diesem gehörten Graeme Hammond (1858–1944), Meredith Clymer (1816–1902), Thaddeus Marshall Brooks Cross (1839–1922), und Edward C. Seguin (1843–1898) aus New York; Robert Bartholow aus Cincinnati; James S. Jewell (1837–1887) aus Chicago und James J. Putnam aus Boston an. Das Komitee traf sich im Dezember des Jahres 1874.
Achtundzwanzig Ärzte waren eingeladen worden, als sich die Teilnehmer zur Gründung der American Neurological Association einfanden. Das erste Treffen fand vom 2. bis zum 4. Juni 1875 in der YMCA Hall an der Ecke Fourth und Twenty-third Street in New York City statt. Dort wurden die erarbeitete Satzung und Zusatzbestimmungen angenommen und die Liste der Amtsträger gewählt.
Als erster Präsident wurde J. S Jewell aus Chicago bestimmt, sein Stellvertreter war E. H. Clarke aus Boston.
Die Gründungsmitglieder legten in ihrer Satzung fest, dass die Ergebnisse der Sitzungen als Proceedings jährlich in Form eines Textes als Transactions of the American Neurological Association veröffentlicht wurde; beginnend mit Volume 1, 1875. Im Jahr 1876 wurde J. S. Jewell zum Herausgeber des Journal of Nervous and Mental Disease und begann dann mit der Veröffentlichung der Protokolle der jeweiligen ANA-Treffen. Ab dem Jahr 1919 begann die American Medical Association mit der Veröffentlichung der Archives of Neurology and Psychiatry. Die offizielle Veröffentlichung wurde dann in das ANA-Journal übertragen.
1975 gründete die ANA die Annals of Neurology, um damit eine neue Fachzeitschrift herauszugeben. Die „Archives“ wurde hiernach nicht mehr verlegt, auch die separate Veröffentlichung der „Transactions“ stellte die ANA ab dem Jahr 1981 ein.